# Kalcijev sulfid
Kalcijev sulfid je anorganska spojina s formulo CaS. Je bela trdnina, ki kristalizira v kockastih kristalih, podobno kot kuhinjska sol. Spojina vsebuje sulfidni ion (S2-), zato ima, podobno kot drugi sulfidi, značilen vonj po vodikovem sulfidu (H2S), ki nastaja s hidrolizo soli.
Kristalna struktura kaže na  visok delež ionske vezi, kar potrjuje tudi zelo visoko tališče (2525 °C). V kristalu je vsak ion  S2- obdan s šestimi ioni Ca2+ (Z = 6) in vsak ion  Ca2+ s šestimi ioni S2- (Z = 6).

## Proizvodnja
Kacijev sulfid se proizvaja z redukcijo (kalcijevega sulfata) z ogljikom, običajno s koksom, pri povišani temperaturi:
CaSO4 + 2 C → CaS + 2 CO2
CaS lahko reagira s prebitkom CaSO4 v kalcijev in ogljikov dioksid:
3 CaSO4 + CaS → 4 CaO + 4 SO2
CaS je tudi stranski produkt v proizvodnji sode po Leblancovem postopku.

## Reakcije in uporaba
CaS reagira z vodo, tudi vlago iz zraka, pri čemer nastane zmes  Ca(SH)2, Ca(OH)2, in  Ca(SH)(OH):
CaS + H2O → Ca(SH)(OH)
Ca(SH)(OH) + H2O → Ca(OH)2 + H2S
Apneno mleko (vodna suspenzija Ca(OH)2) reagira z žveplom  v tako imenovano »apneno žveplo«, ki se je uporabljalo kot insekticid. Aktivna komponenta mleka je verjetno kalcijev polisulfid in ne kalcijev sulfid.
V reakcijah s kislinami, na primer s klorovodikovo kislino, se sprošča strupen plin vodikov sulfid:
CaS + 2 HCl → CaCl2 + H2S

## Nahajališča
Mineralna oblika CaS je oldhamit. Mineral je redka komponenta nekaterih meteoritov in zato za znastvenike zanimiv za preučevanje Osončja. Spojina  nastaja tudi na gorečih deponijah premoga. 

## Sklic
1. ↑  Holleman, A. F.;  in sod. (2001). Inorganic Chemistry (1 izd.). San Diego [etc.] : Academic Press ; Berlin ; New York : De Gruyter, cop. COBISS 24318981. ISBN 0-12-352651-5.